# Assis Reis
Francisco de Assis Couto dos Reis (Aracaju, Sergipe, 24 de outubro de 1926 - Salvador, Bahia, 20 de abril de 2011), filho de Mário Reis e de Joana Angélica de Lima Couto dos Reis, com raízes em Parnaíba (PI) e em Salvador (BA), foi um arquiteto e professor brasileiro. Assis Reis, como era mais conhecido, foi considerado um dos primeiros arquitetos da segunda geração da arquitetura moderna na Bahia[carece de fontes?], tendo sido agraciado com o "Colar de Ouro", maior prêmio outorgado pelo Instituto de Arquitetos do Brasil (IAB).

## Família e educação
Embora tenha nascido em Aracaju, Assis Reis, ainda pequeno, migrou para Parnaíba com seus pais, Mário Reis e Joana Angélica de Lima Couto dos Reis (conhecida como "Dona Noquinha"), onde passou sua infância e parte da sua adolescência. Lá, frequentou o Ginásio Parnaibano, no qual cursou "Humanidades" e foi aluno, entre outros, de José Pires de Lima Rebelo, de José de Lima Couto (irmão de sua mãe), de Henriette Sotter e do professor de topografia Alfredo Amstein, de origem suíça, com quem iniciou-se em topografia, praticada no Departamento de Portos, Rios e Canais, e que o convenceu a prosseguir seus estudos no sul do país.
Assis Reis gabava-se de ter sido um exímio dançarino de tango, assim como campeão de sinuca, que praticava exaustivamente no antigo “Café Globo”, de propriedade de seu pai, quando ainda jovem, em Parnaíba, bem antes de tornar-se um excelente topógrafo e arquiteto. O salão de sinuca ainda hoje existe, anexo ao “Bar Parnaíba”, ao lado da Igreja do Rosário, na praça Landri Sales.
Diplomou-se bacharel em arquitetura em 1957 pela Faculdade de Arquitetura da Universidade da Bahia.
Era viúvo de Dona Celeste Reis, com quem teve duas filhas, Márcia Reis, também arquiteta, e Lorena Reis, psicóloga, ambas residentes em Salvador.

## Obras

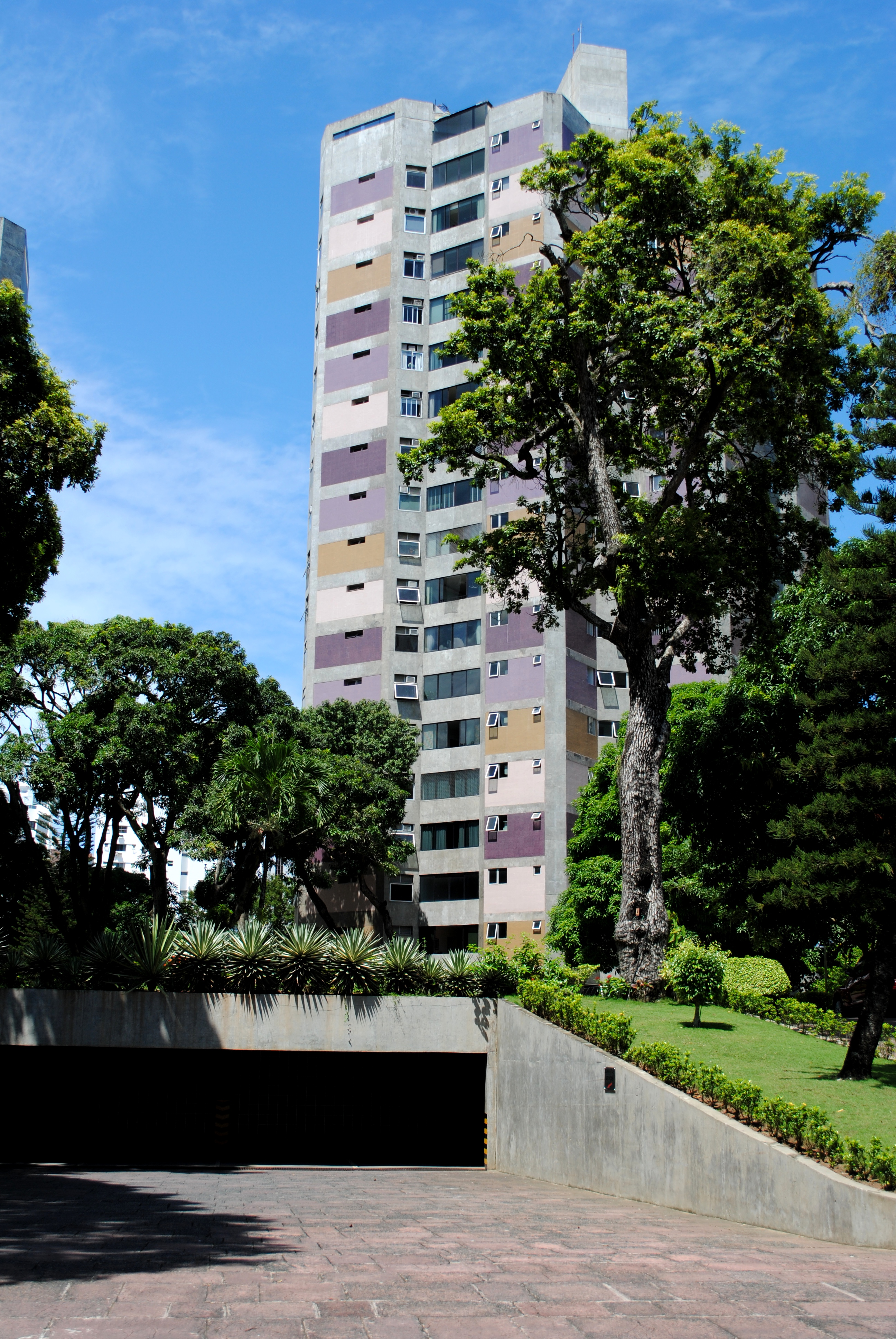
Solar das Mangueiras, Salvador, Bahia. Foto de: Julia Reis Coelho da Rocha.

Entre as suas mais importantes obras, 35 das quais somente na cidade de Salvador, na Bahia, sintetizadas na que ele considerava principal – a sede da Companhia Hidrelétrica do São Francisco - CHESF (1977), evidenciam-se os projetos "Pavilhão de Sevilha", na Espanha (1992), e “Pavilhão Brasileiro para a Feira Internacional de Osaca”, no Japão (1979).
Conforme palavras do arquiteto Nivaldo Andrade, vice-presidente do IAB-BA, em citação no portal do IAB-RJ:
“Assis foi colaborador do EPUCS, o mítico Escritório do Plano Urbanístico da Cidade do Salvador, na década de 1940; foi o principal colaborador do Arq. Diógenes Rebouças na década de 1950 e início dos anos 1960, naquele que era à época o principal escritório de arquitetura da Bahia, e, a partir do início dos anos 1960, abriu seu próprio escritório, no qual elaborou projetos que obtiveram reconhecimento nacional e internacional, como os edifícios residenciais Solar das Mangueiras e Solar do Itaigara e a sede da Companhia Hidroelétrica do São Francisco, todos em Salvador e todos erguidos na década de 1970. Na década de 1990, elaborou os projetos de requalificação de algumas importante praças do Centro Histórico de Salvador e arredores, como a Praça da Sé e a Praça da Inglaterra.
Assis Reis foi ainda o responsável pela execução, nos anos 1970, da maquete da Cidade do Salvador, em escala 1:2.000, que abrange todo o território do Município e é até hoje constantemente atualizada pela Prefeitura desta capital. Foi professor da Faculdade de Arquitetura da UFBA e, em 2008, recebeu o Colar de Ouro do IAB, em reconhecimento à sua trajetória profissional.”
Nos anos 1990, Assis teve atuação no programa Favela-Bairro, da Prefeitura do Rio de Janeiro, onde deixou sua colaboração em diversos projetos, destacando-se o do Morro do Andaraí.